# Sanna Lüdi
Pour les articles homonymes, voir Ludi (homonymie).
Sanna Lüdi, née le 17 février 1986, est une skieuse acrobatique suisse spécialisée dans les épreuves de skicross. 
Au cours de sa carrière, Sanna Lüdi débute par le ski alpin mais ne parvenant pas à accéder au haut niveau elle entreprend une reconversion dans le skicross. Elle a disputé les Jeux olympiques d'hiver de 2010 à Vancouver, auparavant elle a participé à un mondial où elle prend la neuvième place en 2009 à Inawashiro, enfin en coupe du monde elle est montée à huit reprises sur un podium.

## Palmarès

### Jeux olympiques d'hiver
| Édition/Discipline | Skicross |
| ------------------ | -------- |
| JO 2010            | 35e      |
| JO 2014            | 13e      |
| JO 2018            | 7e       |

### Championnats du monde
| Édition/Discipline | Skicross |
| Mondiaux 2009      | 9e       |
| Mondiaux 2021      | 16e      |

### Coupe du monde
- Meilleur classement général : 15e en 2012.
- Meilleur classement en skicross : 4e en 2012.
- 8 podiums dont 3 victoires en skicross.

#### Détails des victoires
| Édition / Épreuve | Skicross                     |
| 2012              | L'Alpe d'Huez Les Contamines |
| 2014              | Val Thorens                  |